# Cleidiocarpon
Cleidiocarpon é um género botânico pertencente à família Euphorbiaceae.

## Sinonímia
- Sinopimelodendron Tsiang.

## Espécies
- Cleidiocarpon cavaleriei
- Cleidiocarpon laurinum

## Nome e referências
Cleidiocarpon Airy Shaw